# Deutsches Zentrum Kulturgutverluste

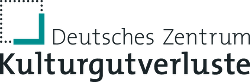
Logo des Deutschen Zentrums Kulturgutverluste

Das Deutsche Zentrum Kulturgutverluste ist eine rechtsfähige Stiftung des bürgerlichen Rechts des Bundes, der Länder und der drei kommunalen Spitzenverbände zur Bündelung von Aktivitäten und Förderung der Provenienzforschung mit Sitz in Magdeburg.
Das Zentrum wurde am 1. Januar 2015 gegründet. Es ist in Deutschland zentraler Ansprechpartner zu Fragen unrechtmäßig entzogenen Kulturguts. Es fördert Provenienzforschung unter anderem über finanzielle Zuwendungen. Die Stiftung sieht ihre wesentlichen Aufgaben in der Stärkung und Ausweitung der Provenienzforschung, der Herstellung von Transparenz sowie der Beratung und der nationalen wie internationalen Vernetzung.

## Weitere Aufgaben
Das Zentrum führt die Aufgaben der ehemaligen Koordinierungsstelle für Kulturgutverluste und der ehemaligen Arbeitsstelle für Provenienzforschung fort und baut sie aus. Es war bis zum 30. April 2020 außerdem Sitz der Geschäftsstelle der Beratenden Kommission im Zusammenhang mit der Rückgabe NS-verfolgungsbedingt entzogenen Kulturguts, insbesondere aus jüdischem Besitz (kurz Beratende Kommission, auch Limbach-Kommission).
Vom 1. Januar 2016 bis zum 31. Dezember 2017 war das Projekt „Provenienzrecherche Gurlitt“ als Nachfolgeprojekt der Taskforce „Schwabinger Kunstfund“ in der Trägerschaft der Stiftung Deutsches Zentrum Kulturgutverluste angesiedelt. Im Rahmen des Projekts wurde die Provenienz der von 2012 bis 2014 bei Cornelius Gurlitt (1932–2014) beschlagnahmten Kunstwerke erforscht. Nach Abschluss der systematischen Forschungen publizierte das Deutsche Zentrum Kulturgutverluste im Mai 2020 den wissenschaftlichen Sammelband „Kunstfund Gurlitt – Wege der Forschung“ in seiner Schriftenreihe „Provenire“.
Am 1. Januar 2020 wurde mit dem „Help Desk“ in Berlin eine Kontakt- und Informationsstelle für die Opfer der verfolgungsbedingten Entziehung von Kulturgut während der nationalsozialistischen Herrschaft und ihre Nachfahren eingerichtet. Er bietet Opfern des NS-Regimes und ihren Nachfahren Beratung und Hilfestellung bei Fragen zum NS-Kulturgutraub und zur Wiederauffindung entzogener Werke.
Nach einem am 26. März 2025 von Bund, Ländern und Kommunalen Spitzenverbänden unterzeichneten Verwaltungsabkommen
soll künftig eine in der Rechtsträgerschaft des DKZ zu errichtende Schiedsstelle verbindlich und für die Parteien kostenfrei bei Rückgabestreitigkeiten über NS-verfolgungsbedingt entzogenes Kulturgut entscheiden und damit die Beratende Kommission ersetzen.

## Handlungsfelder
Ein Hauptaugenmerk des Zentrums gilt den im Nationalsozialismus verfolgungsbedingt entzogenen Kulturgütern insbesondere aus jüdischem Besitz (sogenanntes NS-Raubgut). Grundlage für seine Arbeit in diesem Bereich sind die 1998 verabschiedeten Washingtoner Prinzipien, zu deren Umsetzung sich Deutschland im Sinne einer historischen und moralischen Selbstverpflichtung bekannt hat. Außerdem befasst sich die Einrichtung mit in der Folge des Zweiten Weltkrieges verlagerten Kulturgütern (sogenanntem Beutegut) und mit der Aufarbeitung der in der ehemaligen Sowjetischen Besatzungszone (SBZ) und der DDR entzogenen Kulturgüter.
2018 richtete das Zentrum einen neuen Förderbereich zu Kultur- und Sammlungsgut aus kolonialen Kontexten ein. Der entsprechende Fachbereich nahm 2019 seine Arbeit auf.

## Organisationsstruktur
Die Stiftung wird von einem hauptamtlichen Vorstand geleitet (seit dem 15. Mai 2020 der Kunsthistoriker Gilbert Lupfer).
Dem Stiftungsrat aus Vertreterinnen und Vertretern des Bundes, der Länder und der kommunalen Spitzenverbände obliegt die Entscheidung in allen Angelegenheiten von grundsätzlicher oder besonderer Bedeutung. Ein international besetztes Kuratorium berät Vorstand und Stiftungsrat. Die Förderbeiräte „NS-Raubgut“ und „Koloniale Kontexte“ geben Empfehlungen zu beantragten Forschungsprojekten ab.
Sitz des Zentrums ist Magdeburg. Außerdem unterhält die Stiftung eine Außenstelle in Berlin.

## Datenbanken
Die Lost Art-Datenbank enthält Angaben zu Kulturgütern, die infolge des Nationalsozialismus bzw. des Zweiten Weltkrieges verbracht, verlagert oder insbesondere jüdischen Eigentümern verfolgungsbedingt entzogen wurden oder für die eine solche Verlustgeschichte nicht ausgeschlossen werden kann.
Die Forschungsdatenbank Proveana stellt insbesondere Ergebnisse der vom Zentrum geförderten Forschungsprojekte dar. Ziel ist es, Provenienzforschung durch die Dokumentation historischer Informationen zu unterstützen, transparenter zu gestalten und zur Lösung ungeklärter Fälle beizutragen.

## Publikationen
Regelmäßig einmal im Jahr (bis 2020 zweimal jährlich) veröffentlicht das Deutsche Zentrum Kulturgutverluste sein Periodikum „Provenienz & Forschung“, das unter anderem über aktuelle Ergebnisse aus den geförderten Projekten berichtet.
Daneben erscheint die wissenschaftliche Schriftenreihe „Provenire“.
Seit 2021 gibt es die neue digitale Reihe „Working Paper Deutsches Zentrum Kulturgutverluste“, die auf der Plattform perspectivia.net der Max-Weber-Stiftung erscheint.

## Veröffentlichungen

### Schriftenreihen
- Periodikum „Provenienz & Forschung“
- Schriftenreihe „Provenire“
- Reihe „Working Paper Deutsches Zentrum Kulturgutverluste“

### Mitherausgeberschaft
- Deutsches Zentrum Kulturgutverluste (Hrsg.): Zur Identifizierung von Kulturgut, das während der nationalsozialistischen Herrschaft verfolgungsbedingt entzogen wurde. Gemeinsam mit Arbeitskreis Provenienzforschung e. V., Arbeitskreis Provenienzforschung und Restitution – Bibliotheken, Deutscher Bibliotheksverband e. V., Deutscher Museumsbund e. V., ICOM Deutschland e. V., Koordinierungsstelle Magdeburg, Magdeburg 2019. ISBN 978-3-9821420-1-2 PDF
- Ralf Blum, Helge Heidemeyer, Arno Polzin: Auf der Suche nach Kulturgutverlusten: ein Spezialinventar zu den Stasi-Unterlagen, Berlin 2020. ISBN 978-3-946572-45-9; PDF-Download